# Némethy Károly (tanár)
Némethy Károly István (Nagytapolcsány, 1856. december 15. – ?) bölcseleti doktor és középiskolai tanár.

## Élete
Szülei Némethy Ferenc és Horacsek Borbála. 1882-ben tanári oklevelet szerzett. 1894-től a trencséni katolikus főgimnázium történelem, kémia és földrajz tanára volt.

## Művei
- 1883 A Nyitra-folyó völgyének geographiája. Selmecbánya
- 1889 Földrajz a gymnasiumok használatára. Budapest (tsz. Cserey Adolf)
- 1899/1901 Földrajz a középiskolák használatára. I. füzet. Magyarország. Az I. osztály számára. Budapest
- 1910 Földrajz az elemi népiskolák használatára. A IV. osztály tananyaga. Budapest
- 1924/1926 Földrajz az elemi népiskolák használatára - a 4. oszt. tananyaga. Budapest
- 1926 Földrajz az elemi népiskolák használatára - az 5. és 6. oszt. tananyaga. Budapest